# Ілюстрації (настільна гра)
Ілюстрації (англ. Pictures) — креативна настільна гра на відгадування від Крістіана та Даніели Штер, яка була випущена у 2019 році видавництвом PD-Verlag і англомовною версією Rio Grande Games. В Україні гра локалізована видавництвом Fun Games Shop. У цій грі гравці повинні відтворити задане зображення, використовуючи різні матеріали, а інші гравці мають відгадати, яке саме зображення було відтворено.
У 2020 році гра отримала звання «Гра року», а у 2021 році — нагороду MinD Games Award від німецької асоціації для обдарованих дітей Mensa.

## Тематика та компоненти
Ілюстрації — креативна гра на відгадування, в якій гравці, подібно до класичних ігор на малювання, повинні відтворити заданий образ. Усі гравці отримують різні матеріали, за допомогою яких вони мають відтворити зображення з фотокартки. Гравці отримують бали як за вгадування зображень, відтворених іншими гравцями, так і за те, що їхні власні відтворення були вгадані.
Компоненти гри Ілюстрації включають:
- 91 картку із зображеннями,
- 48 плиток для вибору зображень з буквено-цифровими позначеннями від A1 до D4,
- 5 наборів матеріалів і по одному емблемі Pictures, серед яких:
  - набір з 6 різнокольорових дерев'яних блоків,
  - набір з двох шнурків різної довжини,
  - набір з 4 дерев'яних паличок і 4 каменів,
  - набір з 19 карток із символами,
  - набір з 24 кольорових кубиків і рамки для зображень,
- по 4 овальні плитки з буквами та цифрами,
- тканинний мішечок,
- паперовий блокнот.

## Ігровий процес
Під час підготовки до гри створюється сітка 4х4 з овальних карток із літерами та цифрами, в яку викладають 16 карток із перемішаної колоди із зображеннями. Кожен гравець отримує аркуш із паперового блокнота, інструмент для письма та випадковий набір матеріалів. 48 плиток для вибору зображень поміщають у тканинний мішечок і добре перемішують, після чого кожен гравець витягує одну плитку.
Витягнута плитка вказує на те, яке зображення з викладки повинен відтворити цей гравець. Всі гравці одночасно намагаються відтворити відповідні зображення зі своїм набором матеріалів. Після завершення всі гравці переглядають відтворені зображення суперників і намагаються відгадати, яке зображення було обрано за основу, записуючи свої відповіді на аркуші. Коли всі гравці зроблять свої припущення, відбувається підрахунок балів: кожен гравець оголошує, яке зображення, на його думку, було відтворене. За кожне правильне вгадування гравець, який вгадав, і той, хто відтворив, отримують по одному балу, який записується на аркуш.
Після підрахунку балів починається наступний раунд, і всі набори матеріалів передаються наступному гравцеві. Якщо грає менш як 5 гравців, один набір матеріалів вилучається з гри та замінюється іншим. Всього проводяться п'ять раундів, протягом яких кожен гравець має можливість попрацювати з кожним набором матеріалів. Гра закінчується після підрахунку балів у п'ятому раунді, переможцем стає гравець із найбільшою кількістю балів.

## Версії та сприйняття
Гра Ілюстрації була розроблена авторським подружжям Крістіан та Даніела Штер і вперше випущена у 2019 році видавництвом PD-Verlag у німецько-англійській версії. У 2020 році гра була видана англійською мовою американським видавництвом Rio Grande Games та угорською мовою видавництвом Gém Klub Kft. До кінця 2021 року гра була перекладена на 25 мов.
У 2020 році гра була номінована разом з іграми My City та Місяць-молодик на нагороду Гра року. Ігровий критик Гаральд Шраперс писав про гру: «Чи то в маленькій, чи у великій компанії до п'яти осіб — Ілюстрації чудово підходять для будь-якої кампаніі». На його думку, Ілюстрації — це «живий досвід, динамічна та захоплююча гра». Удо Бартш оцінив гру на 5 зірок як «дуже цікаву».
До моменту отримання нагороди «Гра року» видавництво випустило близько 10 000 копій, а після успіху на різдвяний сезон 2020 року було виготовлено ще 150 000 копій. Через наявність у грі набору з чотирьох дерев'яних паличок і чотирьох каменів це стало логістичним завданням: «паличок» можна було придбати лише в невеликих кількостях у магазинах для творчості, а до каменів висувалися спеціальні вимоги щодо розміру та якості матеріалу. Сортування та очищення каменів, зрештою ввезених з Китаю, здійснювали вручну на території видавництва, розташованого у колишньому фермерському господарстві в Гайденау.
У журналі Spielbox 6/2020 разом із новими правилами для досвідчених гравців було опубліковано промонабір із шести нових фотокарток, а також дві картки із зеленою галочкою та червоним хрестиком, які можна використовувати для карток-символів. У 2021 році видавництво випустило Pictures: XL Fotos — набір більших фотокарток, зображення на яких відповідають оригінальним. Також у 2021 році вийшло перше розширення Pictures: Orange із 55 додатковими двосторонніми фотокартками та двома новими наборами матеріалів, один із плитками символів, а інший із прищіпками та плитками з піногуми.